# Histoires des îles
Histoires des îles (On the Makaloa Mat) est un recueil de nouvelles posthume de Jack London paru en 1919.

## Historique
La plupart des nouvelles ont fait l'objet d'une publication antérieure dans des périodiques comme le Cosmopolitan avant septembre 1919.

## Les nouvelles
L'édition de  The Macmillan Co de septembre 1919 comprend sept nouvelles :
- Sur la natte du prince  (On the Makaloa Mat)
- Les Ossements de Kahekili  (The Bones of Kahekili)
- La Confession d’Alice (When Alice Told Her Soul)
- Dans la caverne des morts (Shin-Bones ou In the Cave of the Dead)
- L’Enfant des eaux  (The Water Baby)
- Les Larmes de Ah Kim (The Tears of Ah Kim)
- Dans le ressac (The Kanaka Surf ou Man of Mine)

## Éditions

### Éditions en anglais
- On the Makaloa Mat, un volume chez The Macmillan Co, New York, septembre 1919.

### Traductions en français
- Sur la natte, traduction probable du recueil par Louis Postif vers 1939-40.
- Histoires des îles, traduction par Louis et François Postif, Paris, Union Générale d’Éditions, coll. « 10-18 », février 1975.

## Source
- http://www.jack-london.fr/bibliographie